# بازی مستقل
بازی مستقل، ایندی گیم (به انگلیسی: Indie game) یا به طور کامل بازی ویدئویی مستقل (به انگلیسی: Independent Video game)، به بازی‌های ویدئویی گفته می‌شود که توسط تیم کوچکی از افراد و معمولاً بدون حمایت تهیه‌کننده یا ناشر تولید می‌شوند. این اصطلاح به‌طور مختصر به معنی هر بازی ویدئویی کوچک که اغلب بر روی نوآوری تمرکز داشته و برای انتشار به توزیع دیجیتال متکی است. از برخی بازی‌های ویدئویی مستقلی که موفقیت مالی چشمگیری به‌دست آوردند می‌توان به برید، جهان گو، فلو، ماینکرفت، آندرتیل و اسکای (ویدئو گیم) اشاره کرد.